# Инанли (дем Кукуш)
Вижте пояснителната страница за други значения на Инанли.
Инанли (на гръцки: Ακροποταμιά, Акропотамия, до 1926 Ινανλή, Инанли) е село в Гърция, Егейска Македония, дем Кукуш, в област Централна Македония с 212 жители, според преброяването от 2001 година.

## География
Селото се намира на десет километра югоизточно от град Кукуш.

## История
След Междусъюзническата война Инанли попада в Гърция. В 1928 година селото е прекръстено на Акропотамия. В селото са настанени гърци бежанци. В 1928 година Инанли е представено като смесено местно-бежанско село с 38 бежански семейства и 115 души.